# Bojanów
Bojanów [pronunciación en polaco: /bɔˈjanuf/] es un pueblo en el distrito administrativo de Gmina Skomlin, dentro del condado de Wieluń, Voivodato de Łódź, en el centro de Polonia. Se encuentra a unos 3 kilómetros al sur de Skomlin, 17 kilómetros al suroeste de Wieluń, y 104 kilómetros suroeste de la capital regional Łódź.